# IL Transport Protocol
IL Transport Protocol es un protocolo diseñado por Bell Labs para el sistema operativo Plan 9. Es similar a Transmission Control Protocol (TCP) pero mucho más simple. IANA le ha asignado el número de protocolo 40 para ser usado con Protocolo Internet (IP).
Sus principales características son:
- Servicio de datagramas confiable
- Entrega en orden
- Utiliza IP como nivel de red
- Alta performance y baja complejidad
- timeouts adaptativos